# My Chemical Romance
My Chemical Romance er et alternativt rockband fra New Jersey, stiftet i 2001. Bandet består af Gerard Way (vokal), Mikey Way (bas), Ray Toro (lead guitar) og Frank Iero (rytmeguitar). Kort efter dannelsen skrev de kontrakt med Eyeball Records og udgav deres debutalbum, I Brought You My Bullets, You Brought Me Your Love i 2002. Året efter skiftede de pladeselskab til Reprise Records, hvor de udgav deres første store kommercielle succesalbum, Three Cheers for Sweet Revenge, i 2004, og fik tildelt platin lidt over et år efter. I 2006 nåede deres berømmelse sit højdepunkt med konceptalbummet The Black Parade, som toppede adskillige hitlister verden over, og nåede en 29.-plads på Album top-40 i Danmark. Deres fjerde og sidste album, Danger Days: The True Lives of the Fabulous Killjoys, blev udgivet i 2010. Kort før bandet gik hver til sit i 2013, udgav de ti endnu ikke frigivne sange fra det skrottede album Conventional Weapons fra 2009, som senere skulle blive fundamentet til Danger Days. Bandet annoncerede deres opløsning på hjemmesiden den 22. marts 2013. Gerard Way tweetede den 25. marts 2013 en twitlonger-besked med titlen A Vigil, On Birds and Glass (En vågenat, om fugle og glas), hvori han ydede tribut til sine bandmedlemmer og forklarede mere dybdegående om grunden til bandets ophør. 
31. oktober 2019 annoncerede My Chemical Romance deres tilbagevenden med et show den 20. december 2019 i Los Angeles.

## Baggrund

### Tidlig karriere og debutalbum
Bandet udgav deres første album i 2002 med titlen I Brought You My Bullets, You Brought Me Your Love, men det fik aldrig stor kommerciel succes. Med CD'en blev der også lavet to videoer til "Honey, This Mirror Isn't Big Enough For The Two Of Us" og "Vampires Will Never Hurt You". Senere blev det genudgivet med en bonus-cd fra Eyeball Records og videoerne inkluderet.

### Gennembrud (2004-2006)
Det var først, da deres andet album Three Cheers for Sweet Revenge blev udgivet, i 2004, at de fik deres rigtige gennembrud. Denne CD indeholdte bl.a. deres store hits "Helena","Ghost of You" og "I'm Not Okay" som for alvor fik sat My Chemical Romance på den internationale musikscene og især i hjemlandet, hvor de solgte guld. Efter deres CD udkom tog de på den såkaldte 'Warped Tour' med bl.a. The Used, som de senere lavede coverversionen af Queen/David Bowie-nummeret "Under Pressure" med, hvor overskuddet gik til ofrene af tsunamien.
I 2005 turnerede My Chemical Romance også med Green Day.
I marts 2006 udgav de dobbelt-DVD'en "Life On The Murder Scene" hvor medlemmerne fortæller om bandets historie, op- og nedture etc. samt live optrædener og alle deres musikvideoer fra Three Cheers for Sweet Revenge. Med dvd'en fulgte også en cd med live versioner af deres numre, samt tre demoer. En anden version af sangen "I Never Told You What I Do For A Living", "Bury Me In Black" samt det stille nummer "Desert Song", der også er sangen der bliver spillet i hovedmenuen på DVD'en.

### The Black Parade
The Black Parade kom på gaden den 23. oktober 2006. Nogle kritikere [kilde mangler] mener at albummet handler for meget om døden, og bl.a. nummeret "Cancer" har skabt debat. Bandet selv er godt tilfreds med albummet[kilde mangler].
Cd'en er et såkaldt konceptalbum, hvor den røde tråd gennem hele albummet er figuren "The Patient" der går gennem døden som følge af kræft. Bandet introducerer universet i musikvideoen "Welcome to the Black Parade."[kilde mangler]
Uanset kritikken, så fik førstesinglen, "Welcome to The Black Parade", stor succes.[kilde mangler] Sidenhen har de danske radio og tv-stationer spillet den anden single "Famous Last Words", "I Don't Love You" og den nyeste "Teenagers". 
Den 10. april 2007 gav My Chemical Romance koncert i KB hallen for godt 3000 mennesker. Koncerten fik 5 ud af 6 stjerner i Gaffa. Koncerten har efterfølgende fået "emo-debatten" til at blusse op.[kilde mangler]
My Chemical Romances musik bliver ofte refereret til som "emo", da bandet i høj grad repræsenterer emo-kulturen[kilde mangler]. My Chemical Romance selv tog dog altid afstand fra emo-genren.

### Danger Days: The True Lives of the Fabulous Killjoys(2009–2010)
Den 17. september 2010 blev en video udgivet på YouTube fra bandets officielle channel. Videoen ("My Chemical Romance – Art Is The Weapon") indeholder en trailer for deres kommende album kaldet "Danger Days: The True Lives of the Fabulous Killjoys" 
Albummets første single Na Na Na (Na Na Na Na Na Na Na Na Na) blev udgivet 28. september.

## Diskografi
- I Brought You My Bullets, You Brought Me Your Love (CD) (2002)
- Three Cheers for Sweet Revenge (CD) (2004)
- Life on the Murder Scene (DVD/CD) (2006)
- The Black Parade (CD) (2006)
- The Black Parade Is Dead! (DVD/CD) (2008)
- Danger Days: The True Lives of the Fabulous Killjoys (2010)

## Medlemmer
Nuværende medlemmer
- Gerard Arthur Way – Vokal (2001-2013)
- Raymond "Ray" Toro – Leadguitar, baggrundsvokal (2001-2013)
- Frank Anthony Iero Jr. – Rytmeguitar, baggrundsvokal (2002-2013)
- Michael "Mikey" James Way – Bas (2001-2013)

Tidligere medlemmer
- Matt "Otter" Pelissier - Trommer (2001-2004)
- Robert "Bob" Nathaniel Cory Bryar – Trommer (2004-2010)

Turnerende medlemmer
- James Dewees – keyboards, slagtøj, baggrundsvokal (2007–2013)
- Michael Pedicone – Trommer, percussion (2010–2011)
- Jarrod Alexander – Trommer, percussion (2011–2013)